# Poslanica Efežanima
Poslanica Efežanima je jedna od knjiga Novoga zavjeta i Biblije. Tradicionalno se smatra, da je poslanicu napisao apostol Pavao, dok je bio u zatvoru u Rimu oko 62. godine. U to vrijeme nastala je i Poslanica Kološanima te Poslanica Filemonu. Biblijska kratica knjige je Ef.
Teolog William Barclay naziva ovu poslanicu "kraljicom poslanica". Tradicionalno se smatra, da je poslanicu napisao apostol Pavao, jer započinje riječima: "Pavao, po volji Božjoj apostol Krista Isusa: svetima koji su u Efezu i vjernima u Isusu Kristu (Ef 1,1)". Neki učenjaci smatraju, da je poslanicu napisao neki Pavlov suradnik uz Pavlovu pomoć ili netko drugi. Ako je apostol Pavao autor, vjerojatno je pisao za vrijeme zatočeništva u Rimu, jer spominje zatočeništvo više puta u poslanici (Ef 3,1; 4,1; 6,20). 
Glavna tema je Crkva i njeno utemeljenje u Kristu, kao dio želje Boga Oca. Poslanica počinje temama o otajstvu spasenja Crkve, Božjem naumu spasenja i o spasiteljskom Božjem naumu ostvarenom u nama. Pavao je prvi put na tri mjeseca boravio u Efezu, što je zabilježeno i u Djelima apostolskim (Dj 18,19-21). U Efezu je tada ostavio Priscilu i Akvilu, raspravljao je sa Židovima u sinagogi i poručio, da će se vratiti ako bude Božja volja. Vratio se iste godine i ostao tri godine. Njegovim zalaganjem i radom razvijala se i jačala kršćanska zajednica u Efezu. O tome piše: "Meni, najmanjemu od svih svetih, dana je ova milost: poganima biti blagovjesnikom neistraživog bogatstva Kristova (Ef 3,8)". Iz toga grada, kršćanstvo se proširilo na gotovo cijelu (tada poznatu) Aziju (Dj 19,26). Kada je Pavao bio u gradu Miletu pozvao je, da tamo dođu stariješine iz Efeza i prenio im je svoju poruku, misleći da se više neće vidjeti: "Zato bdijte imajući na pameti da sam tri godine bez prestanka noću i danju suze lijevajući urazumljivao svakoga od vas (Dj 20,31)".
U Efezu je bila multikulturalna kršćanska zajednica sastavljena od obraćenih Grka i Židova. Apostol Pavao je imao to na umu pišući poslanicu i prilagodio je teme sukladno tome. Piše kako su nekada bili izvan Krista, a "sada pak, u Kristu Isusu, vi koji nekoć bijaste daleko, dođoste blizu - po Krvi Kristovoj (Ef 2,13)". Poziva ih na jedinstvo i zajedništvo (te se riječi spominju mnogo puta u poslanici) te da podnose jedni druge (Grci Židove, a Židovi Grke). Upozorava ih, da bludnost, nečistoća ili pohlepa ne priliče svetima (Ef 5,3). Radije neka pjevaju Gospodinu, zahvaljuju i slave Boga. Ženama i muškarcima piše, da se međusobno poštuju i ljube: "...neka svaki od vas ljubi svoju ženu kao samog sebe, a žena neka poštuje svog muža (Ef 5,33)". Djecu poziva na poštovanje roditelja, a roditeljima poručuje, da ih dobro odgajaju. Sve poziva na budnost: "Obucite svu opremu Božju da se mognete oduprijeti lukavstvima đavlovim (Ef 6,11)." Na kraju poslanice su osobne obavijesti i pozdrav.